# John Wheeler-Bennett
John Wheeler Wheeler-Bennett (13 de octubre de 1902-9 de diciembre de 1975) fue un historiador británico, especializado en historia alemana.
Fue autor de obras como The Wreck of Reparations (1933), The Pipe Dream of Peace: The Story of the Collapse of Disarmament (1935), Wooden Titan. Hindenburg in Twenty Years of German History: 1914-1934 (1936), una biografía de Paul von Hindenburg, Brest Litovsk: The Forgotten Peace (March 1918) (1938), sobre el Tratado de Brest-Litovsk, Munich: Prologue to Tragedy (1948), The Nemesis of Power: The German Army in Politics 1918-1945 (1953), King George VI, His Life and Reign (1958), una biografía de Jorge VI del Reino Unido,
A Wreath to Clio: Studies in British, American and German Affairs (1967) o Knaves, Fools and Heroes: Europe Between the Wars (1974), entre otras.